# 厄爾利山 (阿爾卑斯坦山脈)
47°15′56″N 9°21′38″E / 47.26546°N 9.36066°E

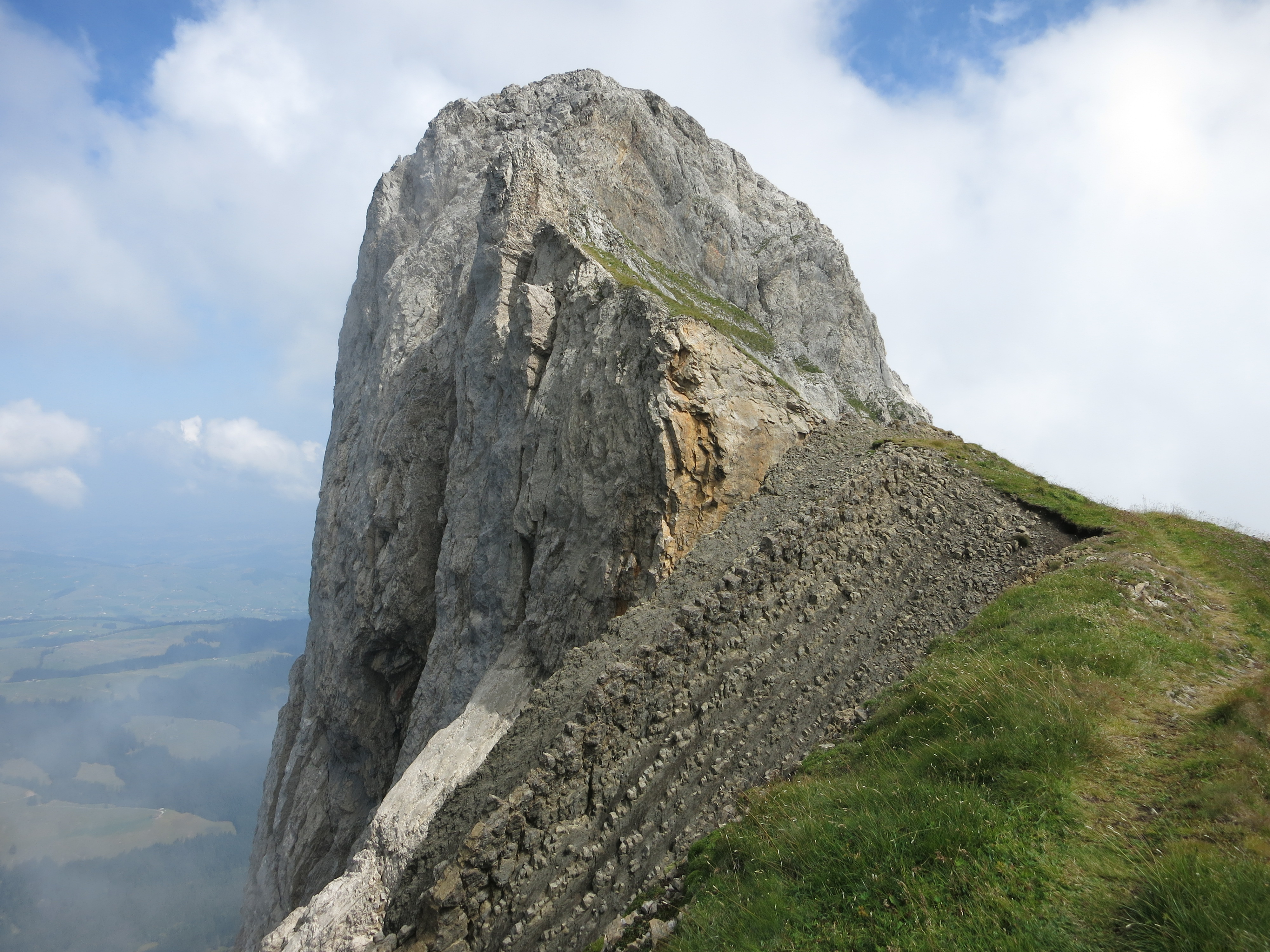

厄爾利山（德語：Öhrli），是瑞士的山峰，位於該國東北部，由內阿彭策爾州負責管轄，屬於阿爾卑斯坦山脈的一部分，西面有納森勒赫爾山，海拔高度2,193米。